# Дучинский сельсовет
Сельсовет Дучинский — муниципальное образование со статусом сельского поселения в Новолакском районе (на территории Новостроя) Дагестана Российской Федерации.
Административный центр — село Дучи.

## География
Расположено недалеко от побережья Каспийского моря, севернее города Махачкала.

## История
Сельское поселение образовано постановлением Народного собрания РД № 513-V от 28.03.2013 г. и утверждено Распоряжением Правительства РФ от 05.12.2014 № 2469-р.

## Население
| 2016 | 2017 | 2018 | 2019 | 2020 | 2021 | 2023 |
| ---- | ---- | ---- | ---- | ---- | ---- | ---- |
| 0    | ↗56  | ↗74  | ↗120 | ↗137 | ↗926 | ↘857 |
| 2024 | 2025 |      |      |      |      |      |
| ↘856 | ↗877 |      |      |      |      |      |

## Состав
| № | Населённый пункт | Тип населённого пункта       | Население |
| - | ---------------- | ---------------------------- | --------- |
| 1 | Дучи             | село, административный центр |           |
| 2 | Ницовкра         | село                         |           |